# Lobotes
Lobotes is een geslacht van straalvinnige vissen uit de familie van zeebladvissen (Lobotidae). Het geslacht is voor het eerst wetenschappelijk beschreven in 1830 door Cuvier & Valenciennes.

## Soorten
- Lobotes pacificus Gilbert, 1898
- Lobotes surinamensis (Bloch, 1790)